# Jacqueline Peychär
Jacqueline Peychär, née le 9 septembre 1995 à Innsbruck, est une joueuse professionnelle de squash représentant l'Autriche. Elle atteint en avril 2024 la 86e place mondiale sur le circuit international, son meilleur classement. Elle est championne d'Autriche à de multiples reprises entre 2017 et 2025.

## Biographie
En janvier 2020, elle remporte son premier titre satellite sur le circuit international et fait un bond spectaculaire de 52 places au classement de mars pour atteindre la 183e place.

## Palmarès

### Titres
- Championnats d'Autriche: 7 titres (2017, 2020-2025)